# Lipase hormonosensible
Pour les articles homonymes, voir LHS et HSL.
La lipase hormonosensible (LHS, hormone-sensitive lipase (HSL) en anglais), parfois écrite lipase sensible aux hormones, est une hydrolase à sérine qui catalyse les réactions :
- triglycéride + H2O  {\displaystyle \rightleftharpoons }  diglycéride + acide gras ;
- diglycéride + H2O  {\displaystyle \rightleftharpoons }  monoglycéride + acide gras ;
- monoglycéride + H2O  {\displaystyle \rightleftharpoons }  glycérol + acide gras.

Cette enzyme est une lipase intracellulaire neutre capable d'hydrolyser une grande diversité d'esters. Son gène humain est LIPE situé sur le chromosome 19 humain. Une mutation de ce gène peut conduire à une inactivation partielle (hétérozygote) ou totale (homozygote) de la lipase hormonosensible, entraînant une dyslipidémie, une stéatose hépatique, un diabète de type 2.
Elle possède une forme longue et une forme courte : la forme longue est exprimée dans les tissus stéroïdogènes tels que les testicules où elle agit sur les esters du cholestérol pour en libérer ce dernier afin de produire des hormones stéroïdiennes ; la forme courte est exprimée dans les tissus adipeux, où elle hydrolyse les triglycérides pour en libérer les acides gras. Elle hydrolyse préférentiellement les acides gras situés sur les atomes de carbone no 1 et no 3 du résidu de glycérol. Elle ne montre pas de vraies différences d'activité selon les acides gras considérés, bien que son activité soit favorisée pour les acides gras à chaîne courte. Elle est dite « hormonosensible » dans la mesure où elle est stimulée lors du jeûne par diverses hormones telles que les catécholamines (l'adrénaline notamment) et l'hormone corticotrope (ACTH) pour favoriser la libération dans le sang des acides gras stockés dans les lipides des tissus adipeux ; elle est au contraire inhibée par l'insuline.
Le rôle principal de la lipase hormonosensible est de permettre la mobilisation des acides gras stockés dans les graisses. Elle se distingue des autres lipases par sa spécificité relativement large par rapport à ses substrats. Bien qu'elle puisse agir aussi bien sur les triglycérides, les diglycérides et les monoglycérides, elle hydrolyse en premier lieu les triglycérides, ce qui a pour effet de libérer un diglycéride, à l'instar de la triacylglycérol lipase pancréatique. D'autres enzymes interviennent ensuite pour hydrolyser ce diglycéride en libérant un monoglycéride, puis pour hydrolyser ce dernier en libérant du glycérol : ce sont respectivement la diacylglycérol lipase et la monoacylglycérol lipase. Ces deux dernières enzymes sont des dizaines ou des centaines de fois plus rapides que la lipase hormonosensible — qui est précisément la seule à être sensible aux hormones — catalyse l'étape cinétiquement déterminante de l'hydrolyse des triglycérides en acides gras et glycérol.
Elle intervient également dans le clivage des esters de cholestérol afin de permettre la conversion de ce dernier en stéroïdes.
Outre les triglycérides, diglycérides, monoglycérides et les esters du cholestérol, les esters du rétinol peuvent également être des substrats de la LHS.
Elle peut être activée selon deux mécanismes : la périlipine A phosphorylée la fait migrer à la surface de la gouttelette lipidique où elle commence l'hydrolyse des triglycérides qui constituent cette dernière ; elle est également activée par la protéine kinase A en réponse à la présence d'AMP cyclique.